# Roberta Midali
Roberta Midali (Bergamo, 10 novembre 1994) è un'ex sciatrice alpina italiana.

## Biografia
Originaria di Branzi e cresciuta nello Sci Club Radici Group di Gandino, ha esordito in gare FIS nel gennaio del 2010 e in Coppa Europa il 14 febbraio 2011 all'Abetone in slalom gigante (51ª). Dal 5 ottobre 2014 arruolata nel Centro sportivo olimpico dell'Esercito, ha debuttato in Coppa del Mondo il 29 dicembre 2015 a Lienz in slalom speciale, senza qualificarsi per la seconda manche; poche settimane dopo, il 22 gennaio 2016, è caduta nel secondo slalom speciale di Coppa Europa disputato a Oberjoch, riportando la rottura del legamento crociato anteriore del ginocchio sinistro e dovendo pertanto interrompere anzitempo la stagione. Otto mesi dopo, il 26 settembre 2016, a riabilitazione quasi completata, si è infortunata nuovamente al ginocchio sinistro cadendo in allenamento a Hintertux: la nuova rottura del crociato anteriore e del menisco l'hanno obbligata a saltare l'intera stagione 2016-2017.
Il 17 febbraio 2018 ha colto a Bad Wiessee in slalom speciale il suo primo podio in Coppa Europa (3ª); il 17 gennaio 2021 ha conquistato il miglior piazzamento in Coppa del Mondo, piazzandosi 23ª nello slalom gigante di Kranjska Gora, e il 15 febbraio successivo l'unica vittoria in Coppa Europa, nonché ultimo podio, a Götschen in slalom gigante. Si è ritirata al termine della stagione 2021-2022 e la sua ultima gara carriera è stata lo slalom gigante di Coppa del Mondo disputato l'11 marzo a Åre, non completato dalla Midali; non ha preso parte a rassegne olimpiche o iridate.

## Palmarès

### Coppa del Mondo
- Miglior piazzamento in classifica generale: 104ª nel 2021

### Coppa Europa
- Miglior piazzamento in classifica generale: 8ª nel 2021
- 3 podi:
  - 1 vittoria
  - 2 terzi posti

#### Coppa Europa - vittorie
| Data             | Località | Paese    | Specialità |
| ---------------- | -------- | -------- | ---------- |
| 15 febbraio 2021 | Götschen | Germania | GS         |

Legenda:

GS = slalom gigante

### South American Cup
- Miglior piazzamento in classifica generale: 8ª nel 2020
- 2 podi:
  - 2 secondi posti

### Campionati italiani
- 2 medaglie[5]:
  - 1 oro (slalom speciale nel 2015)
  - 1 bronzo (slalom speciale nel 2018)